# Геленджицька бухта
Геленджицька бухта — природний мілководний басейн, утворенний двома мисами: Толстим — високим і скелястим і Тонким — положистим і піщаним. Відстань між мисами 1,5 км. Протяжність берегової смуги 12 км, 8 з них природні і штучні пляжі. У 1971 створено міській пляж з піску намитого з дна бухти. Довжина бухти понад 4 км, ширина 3 км, сполучається з відкритим морем вузьким і неглибоким гирлом.
На березі розташовано місто Геленджик. З суходолу обрамляється Маркотхським хребетом.
Вода в бухті завжди спокійніше і тепліше, ніж у відкритому море. Бухта сприятлива для занять водним спортом, купання і водних лікувальних процедур.